# L'Or sous la neige
 (avril 2017).
Si vous disposez d'ouvrages ou d'articles de référence ou si vous connaissez des sites web de qualité traitant du thème abordé ici, merci de compléter l'article en donnant les références utiles à sa vérifiabilité et en les liant à la section « Notes et références ».
L'Or sous la neige est un roman de Nicolas Vanier publié en 2004.

## Résumé
En 1897 à San Francisco, Matt, 20 ans, part chercher de l'or en Alaska. Un navire l'emmène à Dyea où il achète une chienne : Or. Il fait un bateau. Or a 7 petits. Il arrive à Dawson (Canada) et loue une concession. Il fait une cabane, un traineau, des harnais et attelle. Mersh, musher, lui laisse un chien de tête qui entraine les autres. À Dawson, il croise London. Perdu en forêt, il mange du loup puis Mersh le sauve. Il vend de la viande à Dawson, affamé et achète 2 chevaux. Dans le nord, il s'éprend de Nastasia, une Indienne. Sur les terres indiennes, il trouve une pépite énorme mais Mersh lui prouve qu'il avait déjà trouvé le filon et le blesse. Nastasia lui dit être la fille de Mersh puis le blesse aussi. Il décide de ne pas exploiter l'or. Mersh se tue et Nastasia s'offre à Matt.